# Villafranca de los Barros (Gerichtsbezirk)
Der Gerichtsbezirk Villafranca de los Barros ist einer der 14 Gerichtsbezirke in der Provinz Badajoz.
Der Bezirk umfasst 8 Gemeinden auf einer Fläche von 1.019,83 km² mit dem Hauptquartier in Villafranca de los Barros.

## Gemeinden
| Gemeinde                                 | Einwohner (2024) | Fläche km² | Dichte Einw./km² | Cod INE | Postleitzahl |
| ---------------------------------------- | ---------------- | ---------- | ---------------- | ------- | ------------ |
| Fuente del Maestre                       | 6.567            | 179,70     | 37               | 06054   | 06360        |
| Hinojosa del Valle                       | 480              | 46,03      | 10               | 06068   | 06226        |
| Hornachos                                | 3.396            | 295,94     | 11               | 06069   | 06228        |
| Palomas                                  | 662              | 40,52      | 16               | 06098   | 06476        |
| Puebla de la Reina                       | 695              | 131,72     | 5                | 06104   | 06477        |
| Puebla del Prior                         | 460              | 35,88      | 13               | 06106   | 06229        |
| Ribera del Fresno                        | 3.187            | 185,62     | 17               | 06113   | 06225        |
| Villafranca de los Barros                | 12.362           | 104,42     | 118              | 06149   | 06220        |
| Gerichtsbezirk Villafranca de los Barros | 27.809           | 1.019,83   | 27               | –       | –            |